# Levier de poussée

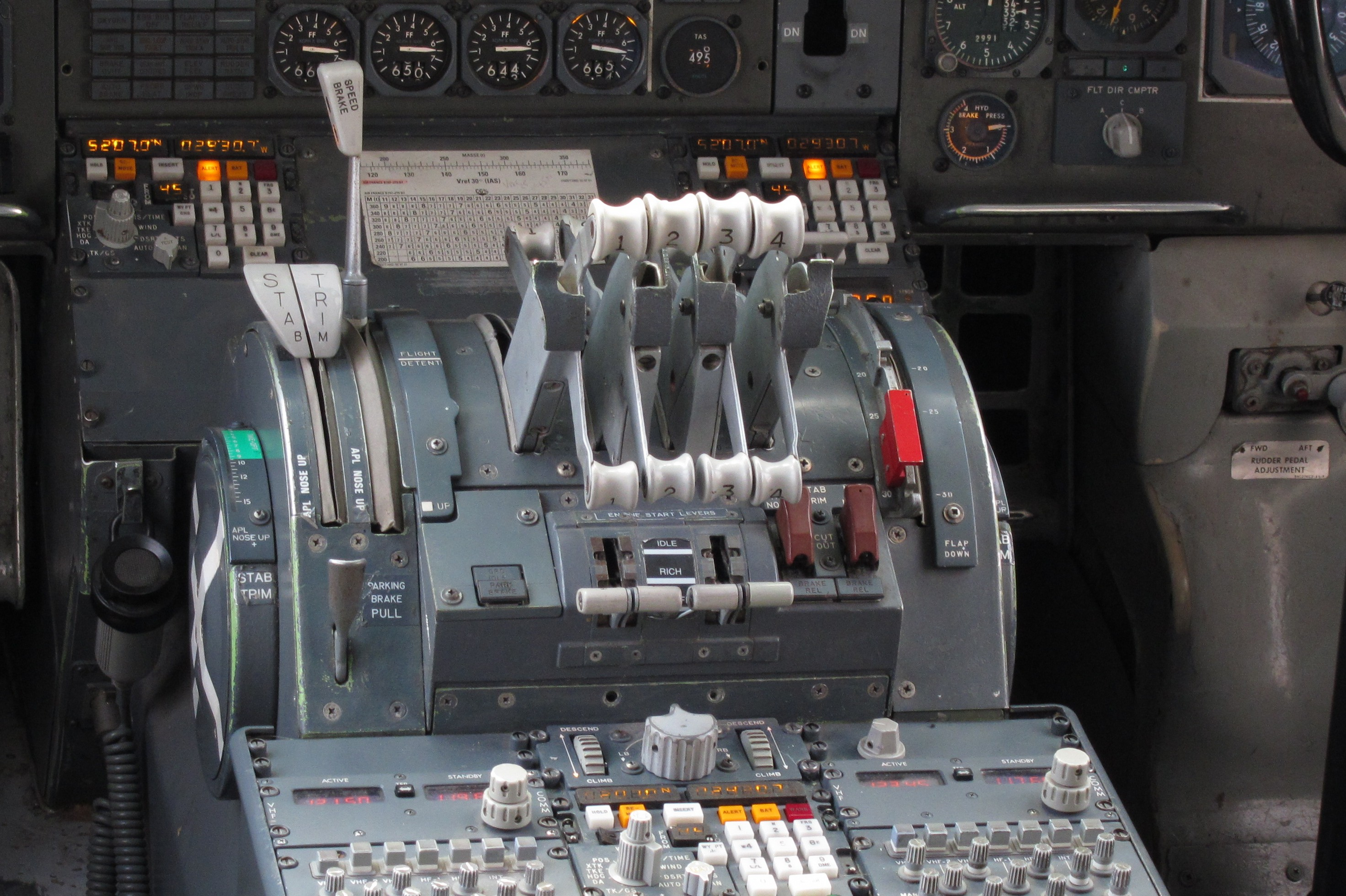
Leviers de poussée dans un Boeing 747. Les leviers centraux et arrière sont utilisés pendant le vol, tandis que les leviers avant contrôlent la poussée inverse.

Les leviers de poussée ou manettes des gaz (thrust levers ou throttle levers en anglais) sont les dispositifs plus ou moins pivotants utilisés par le pilote, le copilote, le mécanicien navigant ou le pilote automatique pour contrôler la poussée des moteurs par le contrôle du débit de carburant. Les leviers d'accélérateur sont également utilisés sur d'autres moyens de transport comme les bateaux,.
Dans les avions multimoteurs, chaque levier de poussée affiche le numéro du moteur qu'il contrôle, puisque normalement, il y a un levier par moteur. Les leviers de poussée se trouvent typiquement dans la console centrale de l'avion ou sur le tableau de bord des petits avions.
Pour les avions équipés d'une inversion de poussée, la commande de chaque inverseur de poussée se trouve généralement à côté du levier de poussée du moteur correspondant.
La position des leviers indique la puissance des moteurs à l'instant T. C’est ce qu’on appelle en anglais le throttle lever angle (ou TLA, littéralement « angle du levier de poussée »). Plus le TLA est élevé, plus la poussée du moteur est importante.